# Municipio de St. Croix
El municipio de St. Croix (en inglés: St. Croix Township) es un municipio ubicado en el condado de Hettinger en el estado estadounidense de Dakota del Norte. En el año 2010 tenía una población de 34 habitantes y una densidad poblacional de 0,36 personas por km².

## Geografía
El municipio de St. Croix se encuentra ubicado en las coordenadas 46°30′2″N 102°29′13″O / 46.50056, -102.48694. Según la Oficina del Censo de los Estados Unidos, el municipio tiene una superficie total de 94.94 km², de la cual 94,94 km² corresponden a tierra firme y (0 %) 0 km² es agua.

## Demografía
Según el censo de 2010, había 34 personas residiendo en el municipio de St. Croix. La densidad de población era de 0,36 hab./km². De los 34 habitantes, el municipio de St. Croix estaba compuesto por el 97,06 % blancos, el 2,94 % eran de otras razas. Del total de la población el 8,82 % eran hispanos o latinos de cualquier raza.